# Ryse: Son of Rome
Ryse: Son of Rome (anteriormente conhecido como Codename Kingdoms e Ryse) é um jogo eletrônico de ação e aventura desenvolvido pela empresa alemã Crytek e publicado pela Xbox Game Studios para o Xbox One. O jogo foi lançado junto com o Xbox One, dia 22 de novembro de 2013. Em 2014 recebeu uma versão para PC. Ryse não teve o sucesso de vendas esperado e recebeu críticas medianas dos especialistas que, embora elogiaram muito o gráfico e a premissa do jogo, não gostaram da história do modo campanha e a jogabilidade.

## Jogabilidade
O jogo se passa na Roma Antiga em que o personagem se chama Mário Tito. Ele terá de trabalhar com a infantaria romana, dando comandos para eles, bem como evento em tempo rápido de finalização controlados durante o combate. É uma história fictícia no mundo alternativo que não é historicamente preciso tanto na história ou as armas mostradas e táticas. A história segue a vida de Mário desde a infância para se tornar um líder no exército romano. A história é descrita como um "um conto épico de vingança abrangendo toda uma vida". Crytek confirmou 15 personagens de nível herói com os mesmos detalhes de Mário. Os jogadores controlam Mário usando o controlador e, simultaneamente, controlam sua legião através de comandos de voz do Kinect.
Haverá também multiplayer co-op,onde os jogadores lutam entre si.

## Desenvolvimento
Durante a conferência da Microsoft na E3 de 2011, Ryse foi anunciado entre outros títulos exclusivos do Xbox One. O anúncio implicou um trailer pré-renderizado com menor jogabilidade.
Em junho de 2012, Phil Spencer, o então vice-presidente corporativo da Xbox Game Studios, afirmou que o jogo ainda estava em desenvolvimento. Quando perguntado se ainda era um jogo de Kinect, Spencer respondeu: "Kinect será parte do jogo, com certeza", levando à especulação de que ele não era mais um jogo só de Kinect.
Em maio de 2013, após o anúncio do Xbox One, Ryse foi confirmado para ser um exclusivo para o novo console.
Em junho de 2013, na conferência na E3 da Microsoft, a Crytek mostrou um vídeo gameplay. Kinect não faz mais parte do combate ativo, mas tem um papel, fornecendo comandos esquadrão através da fala e do gesto.